# جدول كايلي

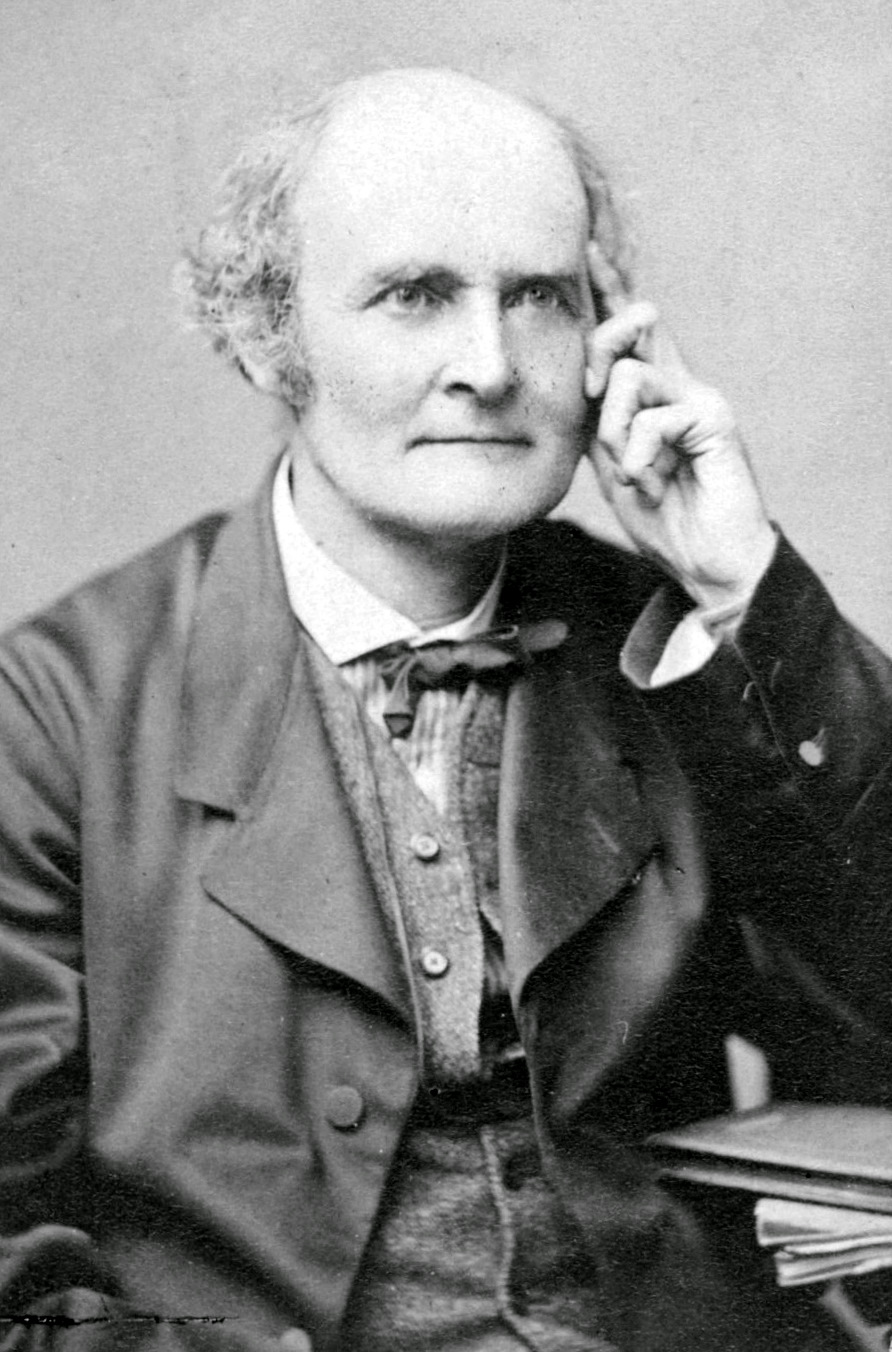

يصف جدول كايلي بنية زمرة منتهية، وذلك بإعطاء جداء جميع عناصر الزمرة، تماما كجدول الجمع أو جدول الضرب. سمي هذا الجدول هلذا نسبة لعالم الرياضيات البريطاني أرثور كايلي.
فيما يلي، مثال بسيط لجدول كايلي بالنسبة للزمرة المكونة من المجموعة {1, 1-} والمزودة بعملية الضرب.
| ×  | 1  | −1 |
| -- | -- | -- |
| 1  | 1  | −1 |
| −1 | −1 | 1  |